# دانسفولد
دانسفولد (به انگلیسی: Dunsfold) یک روستا و محله مدنی در بریتانیا است که در Waverley واقع شده‌است. دانسفولد ۱۶٫۰۶ کیلومتر مربع مساحت و ۹۸۹ نفر جمعیت دارد.